# Houston Rockets 1980-1981
La stagione 1980-81 degli Houston Rockets fu la 14ª nella lega per la franchigia.
Gli Houston Rockets arrivarono secondi nella Midwest Division della Western Conference con un record di 40-42. Nei play-off vinsero il primo turno con i Los Angeles Lakers (2-1), la semifinale di conference con i San Antonio Spurs (4-3), la finale di conference con i Kansas City Kings (4-1), perdendo poi la finale NBA con i Boston Celtics (4-2).

## Western Conference
| Squadra           | V  | P  | %    | GB |
| ----------------- | -- | -- | ---- | -- |
| San Antonio Spurs | 52 | 30 | 63,4 | -  |
| K.C. Kings        | 40 | 42 | 48,8 | 12 |
| Houston Rockets   | 40 | 42 | 48,8 | 12 |
| Denver Nuggets    | 37 | 45 | 45,1 | 15 |
| Utah Jazz         | 28 | 54 | 34,1 | 24 |
| Dallas Mavericks  | 15 | 67 | 18,3 | 37 |

## Roster
| \| Pos. \| Num. \| Naz. \| Nome \| Altezza \| Peso \| Data nascita \| Provenienza \| \| ---- \| ---- \| ---- \| ----------------- \| ------- \| ------ \| ------------ \| --------------------------------- \| \| A \| \| \| Barry, Rick \| 201 cm \| 93 kg \| 28-03-1944 \| Miami (FL) \| \| A \| \| \| Bradley, Alonzo \| 198 cm \| 86 kg \| 16-10-1953 \| Texas Southern \| \| G \| 10 \| \| Dunleavy, Mike \| 191 cm \| 82 kg \| 21-03-1954 \| South Carolina \| \| A \| 1 \| \| Garrett, Calvin \| 201 cm \| 86 kg \| 11-07-1956 \| Oral Roberts \| \| G \| 7 \| \| Henderson, Tom \| 191 cm \| 86 kg \| 26-01-1952 \| Hawaiʻi \| \| A \| 2 \| \| Johnson, Lee \| 211 cm \| 93 kg \| 16-06-1957 \| Montana \| \| A \| 22 \| \| Jones, Major \| 206 cm \| 102 kg \| 09-07-1943 \| Albany State (GA) \| \| G \| 33 \| \| Leavell, Allen \| 185 cm \| 77 kg \| 27-05-1957 \| Oklahoma City \| \| A/C \| 25 \| \| Malone, Moses \| 208 cm \| 98 kg \| 23-03-1955 \| Petersburg High School (Virginia) \| \| C \| \| \| Mokeski, Paul \| 213 cm \| 113 kg \| 03-01-1957 \| Kansas \| \| G \| 23 \| \| Murphy, Calvin \| 175 cm \| 75 kg \| 09-05-1948 \| Niagara \| \| A/C \| 3 \| \| Paultz, Billy \| 211 cm \| 107 kg \| 30-07-1948 \| St. John's \| \| G/AP \| 43 \| \| Reid, Robert \| 203 cm \| 93 kg \| 30-08-1955 \| St. Mary's (TX) \| \| A \| 35 \| \| Stroud, John \| 201 cm \| 98 kg \| 29-10-1957 \| Mississippi \| \| A \| 42 \| \| Tomjanovich, Rudy \| 203 cm \| 99 kg \| 24-11-1948 \| Michigan \| \| A/C \| 34 \| \| Willoughby, Bill \| 203 cm \| 93 kg \| 20-05-1957 \| Dwight Morrow High School \| | Allenatore - Del Harris Assistente/i - Carroll Dawson (Vice) - Herb Brown (Vice) Legenda - (C) Capitano - (FA) Free agent - (S) Sospeso - (TW) Contratto Two-way - (GL) Assegnato a squadra G League affiliata - Infortunato Roster • Transazioni · Ultima transazione: 28 giugno 1981 |                        |                   |         |        |              |                                   |
| Pos. | Num. | Naz.                   | Nome              | Altezza | Peso   | Data nascita | Provenienza                       |
| A | | Stati Uniti (bandiera) | Barry, Rick       | 201 cm  | 93 kg  | 28-03-1944   | Miami (FL)                        |
| A | | Stati Uniti (bandiera) | Bradley, Alonzo   | 198 cm  | 86 kg  | 16-10-1953   | Texas Southern                    |
| G | 10 | Stati Uniti (bandiera) | Dunleavy, Mike    | 191 cm  | 82 kg  | 21-03-1954   | South Carolina                    |
| A | 1 | Stati Uniti (bandiera) | Garrett, Calvin   | 201 cm  | 86 kg  | 11-07-1956   | Oral Roberts                      |
| G | 7 | Stati Uniti (bandiera) | Henderson, Tom    | 191 cm  | 86 kg  | 26-01-1952   | Hawaiʻi                           |
| A | 2 | Stati Uniti (bandiera) | Johnson, Lee      | 211 cm  | 93 kg  | 16-06-1957   | Montana                           |
| A | 22 | Stati Uniti (bandiera) | Jones, Major      | 206 cm  | 102 kg | 09-07-1943   | Albany State (GA)                 |
| G | 33 | Stati Uniti (bandiera) | Leavell, Allen    | 185 cm  | 77 kg  | 27-05-1957   | Oklahoma City                     |
| A/C | 25 | Stati Uniti (bandiera) | Malone, Moses     | 208 cm  | 98 kg  | 23-03-1955   | Petersburg High School (Virginia) |
| C | | Stati Uniti (bandiera) | Mokeski, Paul     | 213 cm  | 113 kg | 03-01-1957   | Kansas                            |
| G | 23 | Stati Uniti (bandiera) | Murphy, Calvin    | 175 cm  | 75 kg  | 09-05-1948   | Niagara                           |
| A/C | 3 | Stati Uniti (bandiera) | Paultz, Billy     | 211 cm  | 107 kg | 30-07-1948   | St. John's                        |
| G/AP | 43 | Stati Uniti (bandiera) | Reid, Robert      | 203 cm  | 93 kg  | 30-08-1955   | St. Mary's (TX)                   |
| A | 35 | Stati Uniti (bandiera) | Stroud, John      | 201 cm  | 98 kg  | 29-10-1957   | Mississippi                       |
| A | 42 | Stati Uniti (bandiera) | Tomjanovich, Rudy | 203 cm  | 99 kg  | 24-11-1948   | Michigan                          |
| A/C | 34 | Stati Uniti (bandiera) | Willoughby, Bill  | 203 cm  | 93 kg  | 20-05-1957   | Dwight Morrow High School         |